# Pujolina
Pujolina – rodzaj muchówek z rodziny rączycowatych (Tachinidae).

## Wybrane gatunki
- P. bicolor Mesnil, 1968[1]
- P. leucaniae Chao & Jin, 1984[1]